# سيمون كارل ستانلي
سيمون كارل ستانلي (بالدنماركية: Simon Stanley)‏ هو نحات دنماركي، ولد في 12 ديسمبر 1703 في كوبنهاغن في الدنمارك، وتوفي بنفس المكان في 17 فبراير 1761.